# Макон (трагичар)
Макон (старогрчки: Μαχων; активан током. 3. век пре нове ере) је био старогрчки драматичар.
Рођен је у Коринту или Сикиону, а живео је у Александрији. Прича се да је он био учитељ Аристофану византијском. Сачувана су два фрагмента из две његове драме, Agnoia (Незнање) и Epistole (Писмо), заједно са 462 стиха из књиге анегдота о речима и делима озлоглашених Атињана, сачуваних у Deipnosophistae Атенеја. Диоскорид је написао епитаф за Макона који је такође сачуван.